# Yosei Otsu
Yosei Otsu (født 7. august 1995) er en japansk fodboldspiller.